# Притху
При́тху (санскр. पृथु, IAST: Pṛthu, букв. «огромный, великий, важный, обильный») — идеальный правитель, описанный в Ведах и Пуранах и почитаемый как одна из аватар Вишну в индуизме. Притху был сыном царя Вены. Говорится, что в честь Притху Земля получила своё санскритское имя Притхви. Согласно легенде, Притху убедил персонификацию Земли богиню Притхви, принявшую форму коровы, давать своё молоко обитателям земли в виде зерна и растительной пищи. Его супругой и воплощением Лакшми была Арчи. Как аватара Вишну, Притху описывается в эпосе «Махабхарата», «Вишну-пуране» и «Бхагавата-пуране».